# Fosta mănăstire Râmnicu Sărat
Fosta mânăstire Râmnicu Sărat este un ansamblu de monumente istorice aflat pe teritoriul municipiului Râmnicu Sărat. În Repertoriul Arheologic Național, monumentul apare cu codul 44854.06.07, 44854.06.08, 44854.06.09, 44854.06.10.
Din complexul mânăstiresc se mai păstrează fosta stăreție, ocupată de sediul Muzeului Municipal, biserica fostei mănăstiri, transformată în biserică parohială, laturile de S și E ale zidurilor de incintă și "Palatul Brâncovenesc" aflat pe latura de V.
Ansamblul este format din șapte monumente:
- Biserica „Adormirea Maicii Domnului” (cod LMI BZ-II-m-A-02463.01)
- Casa domnească (cod LMI BZ-II-m-A-02463.02)
- Stăreție, azi Muzeul Municipal (cod LMI BZ-II-m-A-02463.03)
- Chilii, azi Muzeul Municipal (cod LMI BZ-II-m-A-02463.04)
- Turnuri (cod LMI BZ-II-m-A-02463.05)
- Zid de incintă (cod LMI BZ-II-m-A-02463.06)
- Ruine chilii (cod LMI BZ-II-m-A-02463.07)